# Courtenay Taylor
Courtenay Taylor (Courtenay Kellen Taylor, vero nome Courtenay Dennis; San Francisco, 19 luglio 1969) è un'attrice e doppiatrice statunitense conosciuta per il suo lavoro svolto nel campo del doppiaggio per videogiochi.
Courtenay ha lavorato nel campo teatrale, dei film, in televisione e nella pubblicità. Ha prestato la sua voce per il personaggio Juhani nel videogioco Star Wars: Knights of the Old Republic.

## Filmografia parziale

### Attrice

#### Cinema
- Duck, Duck, Goose!, regia di D.C. Douglas (2005) - cortometraggio
- Rubber, regia di Quentin Dupieux (2010)

#### Televisione
- Criminal Minds - serie TV, episodio 9x05 (2013)

### Doppiatrice

#### Televisione
- Love Death + Robots - serie animata, episodio 1x04 (2019)
- X-Men '97 - serie animata, 3 episodi (2024)

#### Videogiochi
- Star Trek: Starfleet Command III (2002)
- Star Wars: Knights of the Old Republic (2003)
- Four Horsemen of the Apocalypse (2004)
- Van Helsing (2004)
- EverQuest II (2004)
- Vampire: The Masquerade - Bloodlines (2004)
- God of War (2005)
- Mass Effect 2 (2010)
- Skylanders: Spyro's Adventure (2011)
- Skylanders: Giants (2012)
- Mass Effect 3 (2012)
- Fallout 4 (2015)
- Call of Duty: Black Ops IIII (2018)
- Rage (2019)
- Ratchet & clank: Rift Apart (2021)
- Diablo IV (2023)
- Mortal Kombat 1 (2023)

## Doppiatrici italiane
Nelle versioni in italiano delle opere in cui ha recitato, Courtenay Taylor è stata doppiata da:
- Rachele Paolelli in Criminal Minds

Da doppiatrice è stata sostituita da:
- Greta Bortolotti in Mass Effect 2, Mass Effect 3
- Simona Biasetti in StarCraft II: Heart of the Swarm
- Monica Pariante in Heroes of the Storm
- Stefania De Peppe in Fallout 4
- Francesca Perilli in Call of Duty: Black Ops IIII
- Barbara Pitotti in Love Death + Robots
- Jasmine Laurenti in Rage 2
- Chiara Francese in Destiny 2 (Amanda Holliday)
- Debora Magnaghi in Destiny 2 (Caiatl)
- Valeria Falcinelli in Diablo IV
- Gea Riva in Mortal Kombat 1, Ratchet & Clank: Rift Apart [1]
- Letizia Lucchini in X-Men '97